# Paroisse Saint Esprit Kisangani
 (février 2025).
Motif : Notoriété ? Sources ?
- Archive Wikiwix
- Bing
- Cairn
- DuckDuckGo
- E. Universalis
- Gallica
- Google
- G. Books
- G. News
- G. Scholar
- Persée
- Qwant
- (zh) Baidu
- (ru) Yandex
- (wd) trouver des œuvres sur Wikidata

| 1. | Préciser le motif de la pose du bandeau. | Précisez le motif de la pose du bandeau en utilisant la syntaxe suivante : {{admissibilité à vérifier\|date=mars 2025\|motif=remplacez ce texte par le motif}}                                       |
| 2. | Informer les utilisateurs concernés.     | Pensez à avertir le créateur de l'article, par exemple, en insérant le code ci-dessous sur sa page de discussion : {{subst:avertissement admissibilité à vérifier\|Paroisse Saint Esprit Kisangani}} |

 (février 2025).
 (février 2025).
Si vous disposez d'ouvrages ou d'articles de référence ou si vous connaissez des sites web de qualité traitant du thème abordé ici, merci de compléter l'article en donnant les références utiles à sa vérifiabilité et en les liant à la section « Notes et références ».
La paroisse Saint-Esprit, également connue sous le nom d’Aumônerie Universitaire, située dans la commune Makiso, ville de Kisangani, en république démocratique du Congo. Elle est associée à l’Université de Kisangani et sert de lieu de culte pour les étudiants et le personnel universitaire.

## Historique
La Paroisse Saint-Esprit de Kisangani est une communauté catholique située dans l’archidiocèse de Kisangani, en République démocratique du Congo. Elle est reconnue pour son engagement actif auprès des fidèles, notamment les jeunes et les étudiants universitaires.
En septembre 2018, la paroisse a été le théâtre d’une manifestation menée par des jeunes protestant contre le curé paroissial et aumônier universitaire de l’époque, l’abbé Victor Mbatu, qu’ils accusaient de mauvaise gestion et d’immoralité. Cette situation a conduit à la fermeture temporaire de l’aumônerie universitaire.

## Architecture
Caractéristiques de l’architecture de la Paroisse Saint-Esprit :
- Murs en briques, avec des fenêtres hautes pour favoriser la ventilation naturelle.
- Décorations minimalistes : la décoration intérieure est sobre, avec des symboles religieux classiques comme la croix, des vitraux simples, et des fresques illustrant des scènes bibliques[2].

## Activités pastorales
L'Aumônerie Universitaire catholique, propose diverses activités pastorales pour accompagner spirituellement les étudiants et les fidèles de la communauté. Parmi ces activités :
- Des messes régulières sont organisées, notamment lors des grandes fêtes liturgiques telles que la Toussaint, où des baptêmes peuvent également être célébrés.
- Des sessions de catéchisme et des formations spirituelles sont proposées pour approfondir la foi des participants.
- La paroisse soutient divers groupes et mouvements, tels que des chorales, qui animent les célébrations et organisent des événements spéciaux.
- Des conférences sont organisées pour aborder des sujets pertinents pour la communauté universitaire, comme le leadership et la sainteté[3].

## Engagement communautaire
La paroisse encourage la participation active des jeunes et des étudiants dans la vie communautaire, en les impliquant dans diverses initiatives pastorales et sociales.

## Engagement sociale
La paroisse organise régulièrement des activités visant à améliorer les conditions de vie des habitants, qu’il s’agisse de collecte de fonds pour les plus démunis, d’initiatives éducatives ou d’actions pour soutenir les personnes malades et autres.
L’engagement social est également visible dans les programmes de formation et de soutien aux étudiants, avec des initiatives pour renforcer les compétences et encourager la participation active à la vie communautaire. La paroisse joue un rôle clé dans la promotion du bien-être social et de la cohésion au sein de la communauté locale à Kisangani.

## Rayonnement
Le rayonnement de la Paroisse Saint-Esprit de Kisangani s’étend bien au-delà de sa fonction liturgique, jouant un rôle important dans la vie spirituelle, éducative et sociale de la communauté universitaire et de la ville de Kisangani.
La Paroisse ne se limite pas à un lieu de culte. Elle est un véritable moteur de rayonnement spirituel, éducatif et social dans la ville de Kisangani, en particulier au sein de la jeunesse universitaire, façonnant ainsi l’avenir de la communauté locale.

## Adresse et contacts
La Paroisse Saint Esprit  est située au bloc Méteo dans la commune Makiso à Kisangani, en République Démocratique du Congo.
Les messes dominicales sont célébrées à 7h et 9h30